# Піраха
Піраха, або пірахан (порт. pirahã) — невеликий (близько 420 людей) індіанський народ, який проживає в Бразилії (штат Амазонас). Має унікальну культуру мисливців-збирачів, яка залучає велику увагу антропологів і лінгвістів. Належить до муранської етнічної групи. 

## Короткий опис
Піраха добувають їжу полюванням і збиранням, не мають уявлення про запаси їжі. Розмовляють мовою пірахан, що вирізняється дуже обмеженим словниковим запасом відносно загальних понять, відсутністю займенників, числівників і Рекурсії.
У піраха взагалі відсутнє поняття часу. Також відсутні такі поняття як сором, вина і образа. Вони вважають, що тривалий сон шкідливий, тому сплять короткими відрізками і не мають режиму дня.
Піраха вірять у духів лісу, але не мають релігії, обрядів, уявлень про божества. У міру дорослішання і старіння піраха змінюють імена, в середньому один раз на 6-8 років. Вони вважають, що коли людина відчуває, що з віком стала іншою, то повинна змінити ім'я. Також вони вважають сни частиною свого реального життєвого досвіду. Дослідник Деніел Еверетт стверджує, що ці індіанці дуже життєрадісні.